# Front de mer de Royan

Les galeries du front de mer épousent la courbe du littoral

L'esplanade du front de mer.

Le front de mer de Royan est un ensemble architectural moderniste situé dans la ville de Royan, dans le département de la Charente-Maritime, caractéristique de la première vague de reconstruction de la ville lors de l'immédiat après-guerre.

## Description sommaire
Les bâtiments du front de mer forment un ensemble d'immeubles long de 600 mètres dont la construction a débuté en 1949, lors de la première période de reconstruction de la ville. Ils forment un croissant épousant la plage de la Grande-Conche, la principale plage de la ville.
Aujourd'hui séparés en deux ailes, ces bâtiments étaient à l'origine reliés entre eux par un grand portique central détruit en 1986.
D'un point de vue urbanistique, il convient de distinguer le « côté mer », formé d'une galerie commerciale sous arcades surmontée de plusieurs niveaux d'habitations caractérisés par des loggias peintes en rouge, du « côté ville » aux façades donnant sur les grandes artères commerçantes du centre-ville que sont le boulevard de la République et la rue Gambetta.
Des passages permettant de relier le « côté mer » et le « côté ville » ont été aménagés sous forme de portiques répartis à intervalles réguliers. Ils donnent « côté ville » sur de petits parkings prévus à l'origine pour abriter des espaces verts. Leur forme caractéristique explique le surnom de « U » que leur ont attribué les habitants.
L'ensemble des bâtiments a été restauré en 1991 et une galerie en forme de vague vient couvrir les terrasses des commerces en rez-de-chaussée.

Le front de mer
Claustras derrière le front de mer
Claustras derrière le front de mer
La plage de la Grande-Conche et les immeubles du front de mer
L'esplanade du front de mer